# Cantón de Orange-Oeste
El cantón de Orange-Oeste era una división administrativa francesa, que estaba situada en el departamento de Vaucluse y la región de Provenza-Alpes-Costa Azul.

## Composición
El cantón estaba formado por tres comunas, más una fracción de la comuna que le daba su nombre:
- Caderousse
- Châteauneuf-du-Pape
- Orange (fracción)
- Piolenc

## Supresión del cantón de Orange-Oeste
En aplicación del Decreto nº 2014-249 de 25 de febrero de 2014, el cantón de Orange-Oeste fue suprimido el 22 de marzo de 2015 y sus 4 comunas pasaron a formar parte; tres del nuevo cantón de Orange y una del nuevo cantón de Sorgues.